# Ö3 Austria Top 40
Ö3 Austria Top 40 – oficjalna nazwa zestawienia najpopularniejszych singli w Austrii. Lista zawiera najlepiej sprzedające się single, albumy, kompilacje i DVD w danym tygodniu w Austrii i jest ogłaszana w każdy czwartek w Hitradio Ö3. Po raz pierwszy została zaprezentowana przez Ernsta Grissemanna 26 listopada 1968 roku. Pierwszym utworem, który zajął pierwszą pozycję była piosenka „Das ist die Frage aller Fragen” Cliffa Richarda.

## Prezenterzy

### Disc Parade
- Ernst Grissemann
- Rudi Klausnitzer

### Die Großen 10 von Ö3
- Rudi Klausnitzer
- Hans Leitinger

### Pop-Shop
- Hans Leitinger

### Hit wähl mit
- Hans Leitinger
- Udo Huber

### Die Großen 10
- Udo Huber

### Ö3 Top-30
- Udo Huber

### Ö3 Austria Top 40
- Udo Huber
- Martina Kaiser
- Matthias Euler-Rolle
- Gustav Götz